# Лидија Вукићевић
Лидија Вукићевић (Краљево, 20. јул 1962) српска је глумица.

## Биографија
Била је удата за фудбалера Митра Мркелу, са којим добила синове Андреја и Давида. Живела је једно време у Америци, Турској и Холандији, а данас је настањена у Београду. Једно време су је новинари доводили у емотивну везу са генералом Небојшом Павковићем.

#### Глума
Најбоље је позната по улози Виолете Попадић, ћерке главних јунака из српске серије Бољи живот. Почела је да глуми и у филмовима од 1985. када је добила улогу у Жикиној династији. Тада је имала 22 године и глумила је атрактивну кућну спремачицу Лилику. Добијала је сличне улоге у филмовима истог жанра као што су Шпијун на штиклама (1988) и Вампири су међу нама (1989), а главну улогу, улогу Лепе Раде, тумачила је у филму Луталица.

#### Политика
Она се 2004. године учланила у Српску радикалну странку и постала једна од њених најистакнутијих чланица. Године 2007. постала је и посланица СРС у Народној скупштини Републике Србије. За то време је обављала функцију заменице председника Одбора за културу и информисање. На тој позицији је остала до 2012, када је скупштина распуштена, а странка није прешла цензус на парламентарним изборима те године. Маја 2012. је напустила странку због Вјерице Радете. Средином 2015. године вратила се у Српску радикалну странку, јер је председник Војислав Шешељ. Активно је учествовала у политичким кампањама Српске напредне странке.

## Улоге
| Год.       | Назив                                  | Улога                      |
| ---------- | -------------------------------------- | -------------------------- |
| 1980.-те   |                                        |                            |
| 1983.      | Како сам систематски уништен од идиота | Мира                       |
| 1984.      | Не тако давно                          |                            |
| 1984.      | Андрић и Гоја                          |                            |
| 1985.      | Жикина династија                       | Лилика                     |
| 1985.      | Индијско огледало                      | Изабела                    |
| 1986.      | Развод на одређено време               |                            |
| 1986.      | Добро вече џезери                      |                            |
| 1987−1988. | Бољи живот                             | Виолета „Вики“ Попадић     |
| 1987.      | Бољи живот: Новогодишњи специјал       | Виолета „Вики“ Попадић     |
| 1987.      | Луталица                               | Лепа Рада                  |
| 1988.      | Шпијун на штиклама                     | Маја                       |
| 1988.      | Север и југ                            | Вирџинија                  |
| 1989.      | Il colpo                               |                            |
| 1989.      | Вампири су међу нама                   | Андријана                  |
| 1990.-те   |                                        |                            |
| 1990.      | Љубав је хлеб са девет кора            |                            |
| 1990−1991. | Бољи живот 2                           | Виолета „Вики“ Попадић     |
| 1996.      | Довиђења у Чикагу                      | Марица                     |
| 1999.      | Нек буде што буде                      |                            |
| 2000.-те   |                                        |                            |
| 2002.      | Хотел са 7 звездица                    | Певачица Сарка             |
| 2010.-те   |                                        |                            |
| 2016.      | Немој да звоцаш                        | Мицка                      |
| 2017.      | Синђелићи                              | саветница                  |
| 2017.      | Афтерпарти                             | Кева                       |
| 2018.      | Шифра Деспот                           | цвећарка Слађа             |
| 2018.      | Ургентни центар                        | госпођа Стевић             |
| 2020-е     |                                        |                            |
| 2020−2025. | Игра судбине                           | Милева Танкосић “Милевица” |